# رالیتسا (استان کرجالی)
رالیتسا (به بلغاری: Ralitsa) یک منطقهٔ مسکونی در بلغارستان است که در شهرستان مومچیلگراد واقع شده‌است.